# Mont Yamato Katsuragi
Pour les articles homonymes, voir Katsuragi (homonymie).

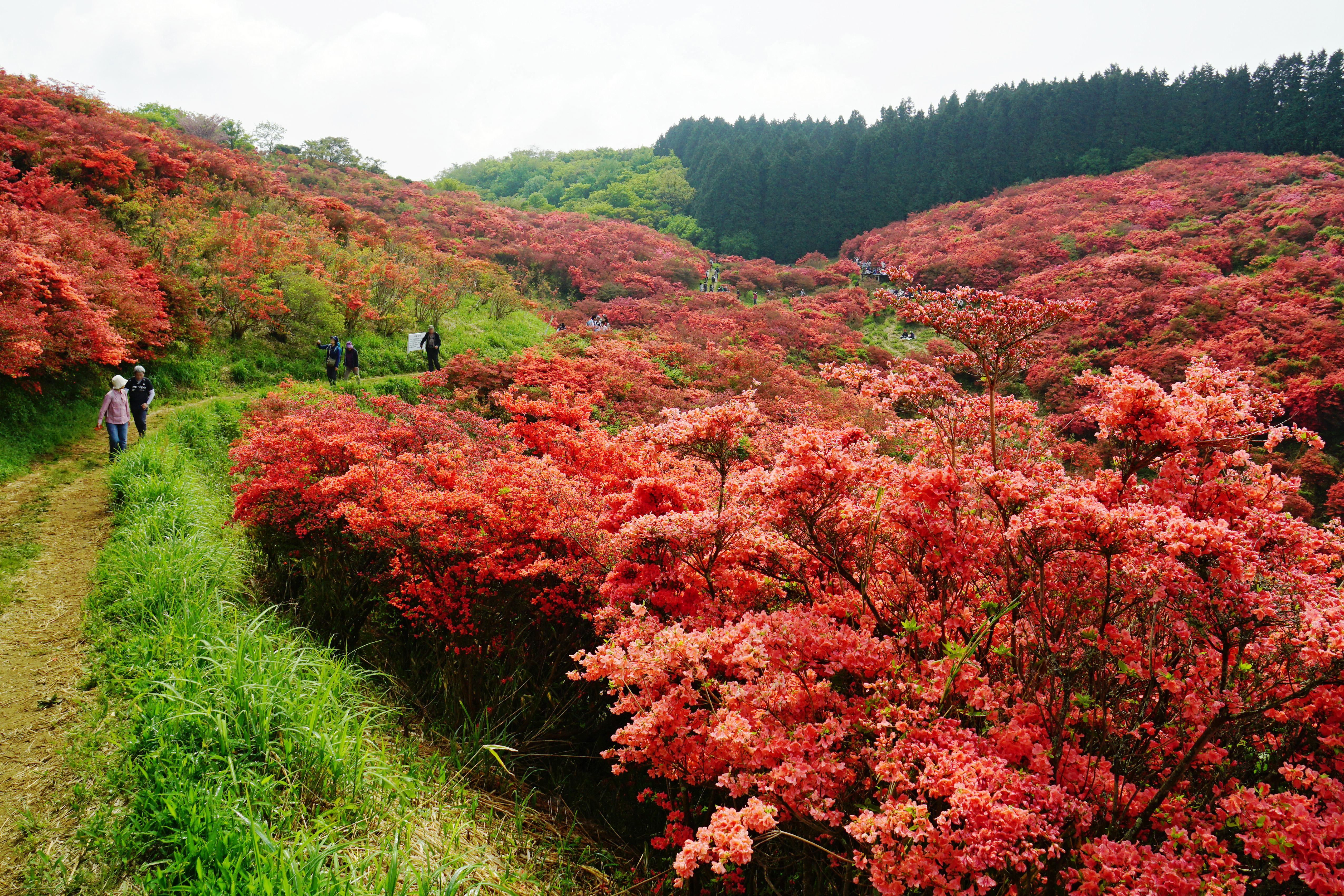
Rhododendrons dans le parc quasi national.

Le mont Yamato Katsuragi (大和葛城山, Yamato Katsuragi-san) ou simplement mont Katsuragi est une montagne culminant à 959 m dans les monts Kongō, à cheval entre Chihaya Akasaka dans la préfecture d'Osaka et Gose dans la préfecture de Nara au Japon. Une ligne de chemin de fer de la Kintetsu longe la montagne.

## Toponymie
Les monts Kongō étaient anciennement appelés monts Katsuragi (葛城山脈, Katsuragi sanmyaku). Le mont Yamato Katsuragi possède différents noms historiques : Mont Kaina (戒那山, Kaina-san), mont Tenshin (天神山, Tenshin-san) et mont Kamo (鴨山, Kamoyama) étaient employés dans l'ancienne province de Yamato et pic Shinoga (篠峰, Shinogamine) dans l'ancienne province de Kawachi.

## Géographie
Le mont Yamato Katsuragi se trouve au sein du parc quasi national de Kongō-Ikoma-Kisen. Le mont Nijō est à environ 8,6 km au nord et le mont Kongō à environ 5,6 km au sud-sud-ouest. Le mont Yamato Katsuragi possède des versants à pente douce qui montent du plateau Katsuragi voisin. La montagne, produite par un bloc faillé, est composée de granite schisteux recouvert d'une mince couche de sol sableux et d'alluvions graveleuses.

## Activités

### Tourisme
La ville de Katsuragi entretient deux parcs municipaux au pied du mont. Le parc Katsuragi Sanroku (葛城山麓公園, Katsuragi Sanroku Kōen) au nord-est et le parc du mont Yashiki à 1,2 km au nord-est du précédent. Les deux parcs offrent de belles vues sur le mont Yamato Katsuragi ainsi que d'autres montagnes de la région.

### Religion
Un certain nombre de sanctuaires et de temples sont installés près du mont Yamato Katsuragi. Par ordre alphabétique, ce sont :
- l'Anraku-ji (安楽寺?) ;
- le Hōman-ji (法満寺?) ;
- le Kamoyamaguchi-jinja (鴨山口神社?) ;
- le Katsuragi Hitokotonushi-jinja (葛城一言主神社?) ;
- le Mizuwake-jinja (水分神社?) ;
- le Kaina-san Kuhon-ji (戒那山九品寺?) ;
- le Shin'i-ji (信行寺?) ;
- le Shōfuku-ji (勝福寺?).